# Os Saltimbancos
Os Saltimbancos (I Musicanti, no original italiano) é uma peça de teatro musical infantil, inspirada no conto Os Músicos de Bremen, dos irmãos Grimm. Na peça original, em italiano, as canções têm letra de Sergio Bardotti e música de Luis Enríquez Bacalov. A versão em português ganhou canções adicionais, de Chico Buarque.

## História
Uma das mais expressivas obras de teatro musical dedicada ao público infantil Os Saltimbancos narra as aventuras de quatro bichos que, sentindo-se explorados por seus donos, resolvem fugir para a cidade e tentar a sorte como músicos.
A fábula musical foi traduzida e adaptada para o português por Chico Buarque de Hollanda no final de 1976, a partir da peça teatral de Sergio Bardotti e Luis Enríquez Bacalov, que por sua vez, é uma adaptação do conto Os Músicos de Bremen, dos Irmãos Grimm, como uma alegoria política, na qual o Jumento representa os trabalhadores do campo; a Galinha, a classe operária; o Cachorro, os militares; e a Gata, os artistas. O Barão, inimigo dos animais, seria a personificação da elite, ou dos "detentores dos meios de produção".
Por vezes, o papel do Jumento é interpretado como sendo o dos trabalhadores; e o da Galinha, como o das mulheres.

## Montagem teatral
O espetáculo teve estreia no Canecão, no Rio de Janeiro, em agosto de 1977, com direção de Antonio Pedro, e contando no elenco com Marieta Severo como a Gata, Miúcha como a Galinha, Pedro Paulo Rangel como o Cachorro e Grande Otelo como o Jumento.
No coro infantil estavam, entre outras crianças, Bebel Gilberto, filha de João Gilberto e Miúcha; Isabel Diegues, filha de Nara Leão; Sílvia Buarque; Alexandra Marzo; e Alice Borges, filha de Antonio Pedro.
Os cenários e figurinos foram assinados por Maurício Sette. Chamava a atenção a presença de gigantescos bonecos que representavam os patrões dos bichos e que foram criados justamente nesta proporção para que as crianças pudessem mensurar o poder dos homens em relação aos animais.

## Disco de estúdio
O álbum do musical foi lançado em março de 1977, cinco meses antes da estreia do espetáculo. No disco, a interpretação dos animais foi feita por Nara Leão, que interpreta a Gata; Miúcha, que interpreta a Galinha; e os cantores do MPB4, Magro, como o Jumento; e Ruy, como o Cachorro; além do coro infantil.

## Recepção crítica
Segundo texto do crítico Nelson Motta, que cobriu a estreia para o jornal O Globo, "Embora criado para crianças, Os Saltimbancos pode perfeitamente se inscrever entre os melhores espetáculos para adultos em cartaz na cidade". Completa Nelson Motta em sua crítica: "(...) Me senti invadido por uma luminosa emoção diante de profunda demonstração de amor e respeito de Chico Buarque para as crianças brasileiras, revelando-lhes numa linguagem simples e direta alguns valores fundamentais para a vida de tantos - adultos e crianças".
O musical ganhou o Troféu Mambembe na Categoria Especial para Chico Buarque pela adaptação da obra e o Troféu APCA da Associação Paulista de Críticos de Arte de Melhor Espetáculo.

## Legado
As canções de Os Saltimbancos, como Bicharia, História de uma gata, Minha canção e Todos juntos, por exemplo, penetraram no imaginário de gerações de crianças e adultos, e são lembradas até hoje, em escolas e teatros, em diversas remontagens.

## Outras montagens
O espetáculo, desde sua estreia, teve inúmeras remontagens:
- Em 1992, com Nizo Neto como o Jumento, Maria Lúcia Priolli como a Gata, Ruben Gabira como o Cachorro e Suely Franco (depois Andréa Veiga), como a Galinha. Com direção também de Maria Lúcia Priolli o espetáculo continua em cartaz nos palcos cariocas há 32 anos.[4]

- Em janeiro de 2010 estreou no Rio de Janeiro, no teatro Oi Casa Grande, uma nova montagem do espetáculo, dirigida por Cacá Mourthé, com Bianca Byington como a Galinha, Alessandra Verney como a Gata, Maurício Tizumba como o Jumento e José Mauro Brant como o Cachorro. O coro de crianças foi substituído por 10 atores/cantores: Carol Futuro, Joana Penna, Marina Palha, Daíra Saboya, Lina Mendes, Pablo Paleologo, Chris Penna, Jorge Mathias, Pablo Áscoli e Felipe Habib. Alexandre Elias fez a direção musical, Cacala Carvalho fez a preparação vocal e Suely Guerra as coreografias. O cenário é de Sérgio Marimba, figurinos de Kika Lopes e luz de Paulo César Medeiros. Essa montagem foi indicada a cinco Prêmios Zilka Sallaberry de Teatro Infantil e deu a Mauricio Tizumba o de melhor ator.

- Em 2014, Renato Aragão e Dedé Santana estrelaram Os Saltimbancos Trapalhões - O Musical,[5] montada por Charles Möeller e Claudio Botelho.[6]

## Adaptações para o Cinema
Em 1981 o grupo humorístico Os Trapalhões lançaram o filme Os Saltimbancos Trapalhões, adaptado da peça de Chico Buarque e dirigido por J. B. Tanko. O filme foi considerado o melhor do grupo e também um dos 100 melhores filmes brasileiros de todos os tempos pela Associação Brasileira de Críticos de Cinema.
Em 2015 Renato Aragão e Dedé Santana estrelaram Os Saltimbancos Trapalhões: Rumo a Hollywood, um reboot do primeiro filme, dirigido por João Daniel Tikhomiroff. Este marca o primeiro filme d'Os Trapalhões em 18 anos, além do último filme do grupo.
Em 10 de novembro de 2024, no evento D23 promovido pela The Walt Disney Company em São Paulo, foi anunciado que uma adaptação em animação da peça está em desenvolvimento para os cinemas, com direção do cineasta Carlos Saldanha.